# Велдфорд
Велдфорд (англ. Weldford) — парафія в Канаді, у провінції Нью-Брансвік, у складі графства Кент.

## Населення
За даними перепису 2016 року, парафія нараховувала 1338 осіб, показавши зростання на 1,5%, порівняно з 2011-м роком. Середня густина населення становила 2,2 осіб/км².
З офіційних мов обидвома одночасно володіли 390 жителів, тільки англійською — 935, тільки французькою — 15, а 5 — жодною з них. Усього 30 осіб вважали рідною мовою не одну з офіційних, з них 10 — одну з корінних мов.
Працездатне населення становило 54,1% усього населення, рівень безробіття — 19,2% (25,4% серед чоловіків та 12,9% серед жінок). 89,6% осіб були найманими працівниками, а 9,6% — самозайнятими.
Середній дохід на особу становив $30 253 (медіана $25 216), при цьому для чоловіків — $34 706, а для жінок $25 528 (медіани — $30 272 та $21 104 відповідно).
29,9% мешканців мали закінчену шкільну освіту, не мали закінченої шкільної освіти — 34,2%, 36,4% мали післяшкільну освіту, з яких 26,2% мали диплом бакалавра, або вищий.
| Статево-вікова структура населення | Статево-вікова структура населення | Статево-вікова структура населення | Статево-вікова структура населення | Статево-вікова структура населення |
| ---------------------------------- | ---------------------------------- | ---------------------------------- | ---------------------------------- | ---------------------------------- |
|                                    |                                    |                                    |                                    |                                    |
| Всього                             | Всього                             | 51,7%48,3%                         |                                    |                                    |
| 0 — 14 років                       | 0 — 14 років                       |                                    | 12,3%                              | 12,3%                              |
| 15 — 64 років                      | 15 — 64 років                      |                                    | 64,6%                              | 64,6%                              |
| 65 і більше                        | 65 і більше                        |                                    | 23,1%                              | 23,1%                              |
| 85 і більше                        | 85 і більше                        |                                    | 1,9%                               | 1,9%                               |
| Середній вік (років)               | Середній вік (років)               | 46,5                               | 46,5                               | 46,5                               |
| Медіана (років)                    | Медіана (років)                    | 50,950,0                           | 50,4                               | 50,4                               |
| — чоловіки — жінки                 |                                    |                                    |                                    |                                    |

| Походження мешканців:     | Походження мешканців:     | Походження мешканців: | Походження мешканців: | Походження мешканців: |
| ------------------------- | ------------------------- | --------------------- | --------------------- | --------------------- |
| Походження                |                           |                       | осіб                  | %                     |
| Корінні американці        | Корінні американці        |                       | 65                    | 4.85%                 |
| Інше північноамериканське | Інше північноамериканське |                       | 805                   | 60.07%                |
| Європейське               | Європейське               |                       | 835                   | 62.31%                |
| британське                | британське                |                       | 660                   | 49.25%                |
| французьке                | французьке                |                       | 225                   | 16.79%                |
| Карибське                 | Карибське                 |                       | 15                    | 1.12%                 |
| Африканське               | Африканське               |                       | 10                    | 0.75%                 |

| Зайнятість населення за галузями (за класифікацією NOC): | Зайнятість населення за галузями (за класифікацією NOC): | Зайнятість населення за галузями (за класифікацією NOC): | Зайнятість населення за галузями (за класифікацією NOC): | Зайнятість населення за галузями (за класифікацією NOC): |
| -------------------------------------------------------- | -------------------------------------------------------- | -------------------------------------------------------- | -------------------------------------------------------- | -------------------------------------------------------- |
|                                                          |                                                          |                                                          |                                                          |                                                          |
| Управління                                               | Управління                                               |                                                          | 4,8%                                                     | 4,8%                                                     |
| Бізнес, фінанси та адміністрування                       | Бізнес, фінанси та адміністрування                       |                                                          | 14,5%                                                    | 14,5%                                                    |
| Природничі та прикладні науки                            | Природничі та прикладні науки                            |                                                          | 2,4%                                                     | 2,4%                                                     |
| Охорона здоров'я                                         | Охорона здоров'я                                         |                                                          | 6,5%                                                     | 6,5%                                                     |
| Освіта, правозахист, муніципальні та урядові служби      | Освіта, правозахист, муніципальні та урядові служби      |                                                          | 12,9%                                                    | 12,9%                                                    |
| Роздрібна торгівля та послуги                            | Роздрібна торгівля та послуги                            |                                                          | 12,9%                                                    | 12,9%                                                    |
| Гуртова торгівля, транспорт та обладнання                | Гуртова торгівля, транспорт та обладнання                |                                                          | 27,4%                                                    | 27,4%                                                    |
| Природні ресурси, сільське господарство                  | Природні ресурси, сільське господарство                  |                                                          | 9,7%                                                     | 9,7%                                                     |
| Виробництво                                              | Виробництво                                              |                                                          | 8,9%                                                     | 8,9%                                                     |

## Клімат
Середня річна температура становить 5°C, середня максимальна – 23,5°C, а середня мінімальна – -15,7°C. Середня річна кількість опадів – 1 176 мм.
| Клімат поселення                              | Клімат поселення | Клімат поселення | Клімат поселення | Клімат поселення | Клімат поселення | Клімат поселення | Клімат поселення | Клімат поселення | Клімат поселення | Клімат поселення | Клімат поселення | Клімат поселення | Клімат поселення |
| Показник                                      | Січ.             | Лют.             | Бер.             | Квіт.            | Трав.            | Черв.            | Лип.             | Серп.            | Вер.             | Жовт.            | Лист.            | Груд.            |                  |
| Середній максимум, °C                         | −3,74            | −2,31            | 2,94             | 9,02             | 15,63            | 21,23            | 23,45            | 22,46            | 17,66            | 11,79            | 5,65             | −1,76            |                  |
| Середня температура, °C                       | −9,74            | −8,3             | −3,07            | 3,02             | 9,65             | 15,24            | 19,16            | 18,16            | 13,36            | 7,49             | 1,35             | −6,06            |                  |
| Середній мінімум, °C                          | −15,72           | −14,29           | −9,06            | −2,96            | 3,66             | 9,26             | 14,86            | 13,86            | 9,06             | 3,20             | −2,95            | −10,36           |                  |
| Норма опадів, мм                              | 109              | 86               | 105              | 93               | 104              | 91               | 106              | 86               | 90               | 97               | 107              | 102              |                  |
| Середньомісячна швидкість вітру, м/с          | 4.56             | 4.44             | 4.60             | 4.45             | 4.11             | 3.68             | 3.35             | 3.28             | 3.61             | 4.04             | 4.30             | 4.57             |                  |
| Середньомісячна сонячна радіація, кДж/м²·день | 5245             | 8589             | 12337            | 15226            | 18185            | 20236            | 19913            | 17533            | 13060            | 8237             | 4817             | 3945             |                  |
| --------------------------------------------- | ---------------- | ---------------- | ---------------- | ---------------- | ---------------- | ---------------- | ---------------- | ---------------- | ---------------- | ---------------- | ---------------- | ---------------- | ---------------- |
| Джерело:                                      |                  |                  |                  |                  |                  |                  |                  |                  |                  |                  |                  |                  |                  |